# Rose sud de Notre-Dame de Paris
La Rose sud ou rose du Midi est une rosace de la cathédrale Notre-Dame de Paris à Paris en France.

## Historique

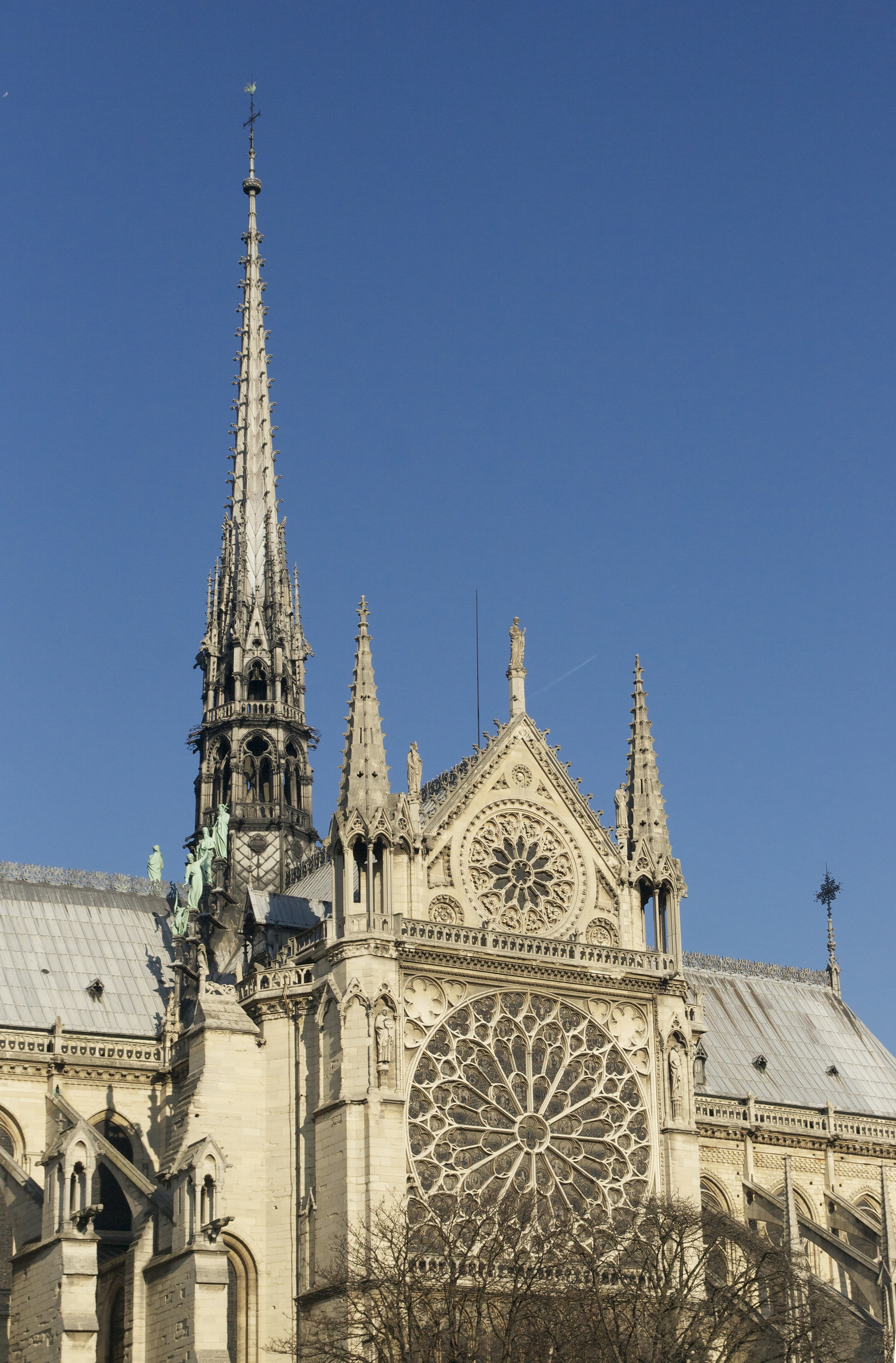
La Rose sud avec la flèche de Notre-Dame de Paris.
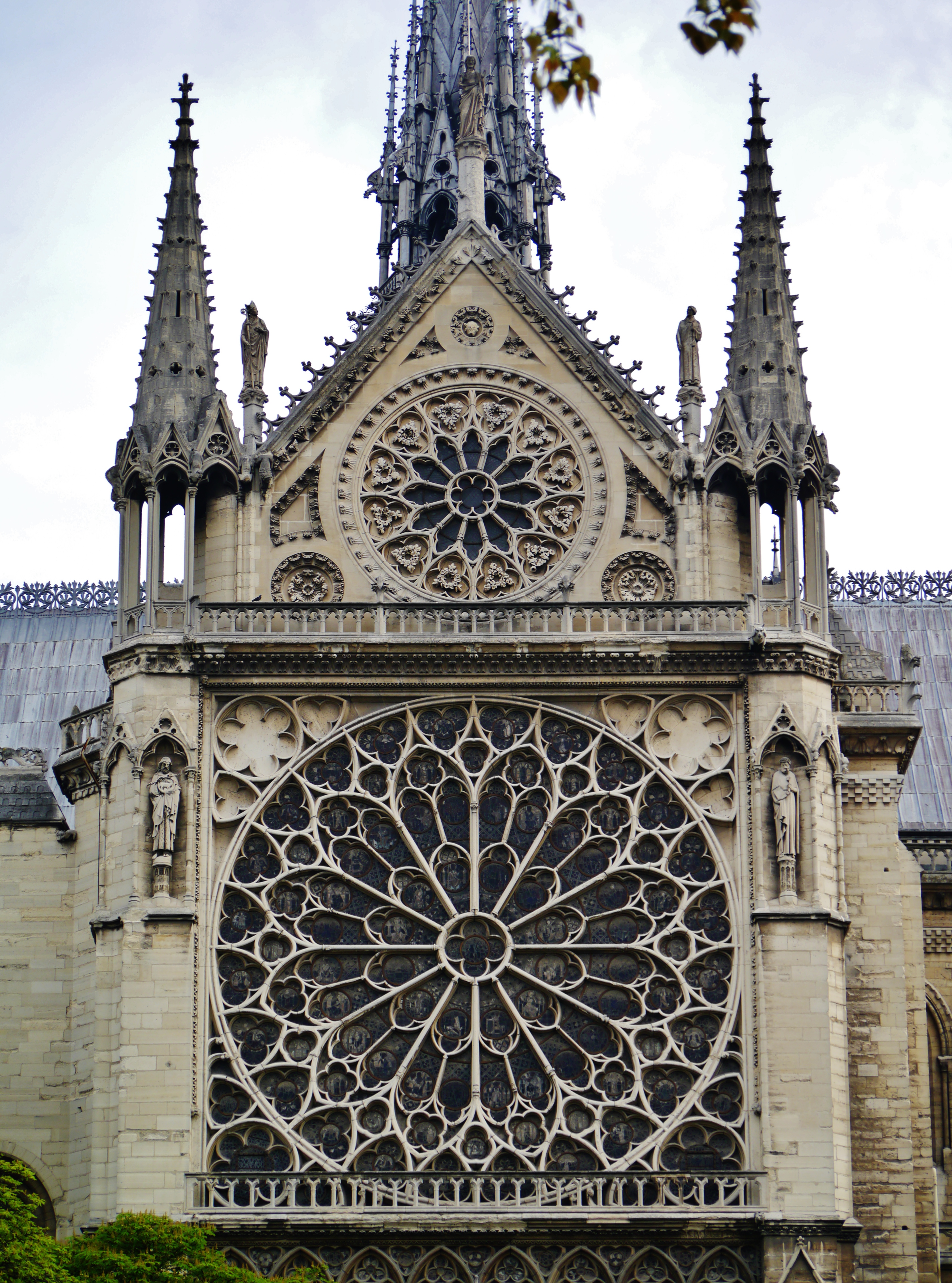
La Rose sud avec la flèche.
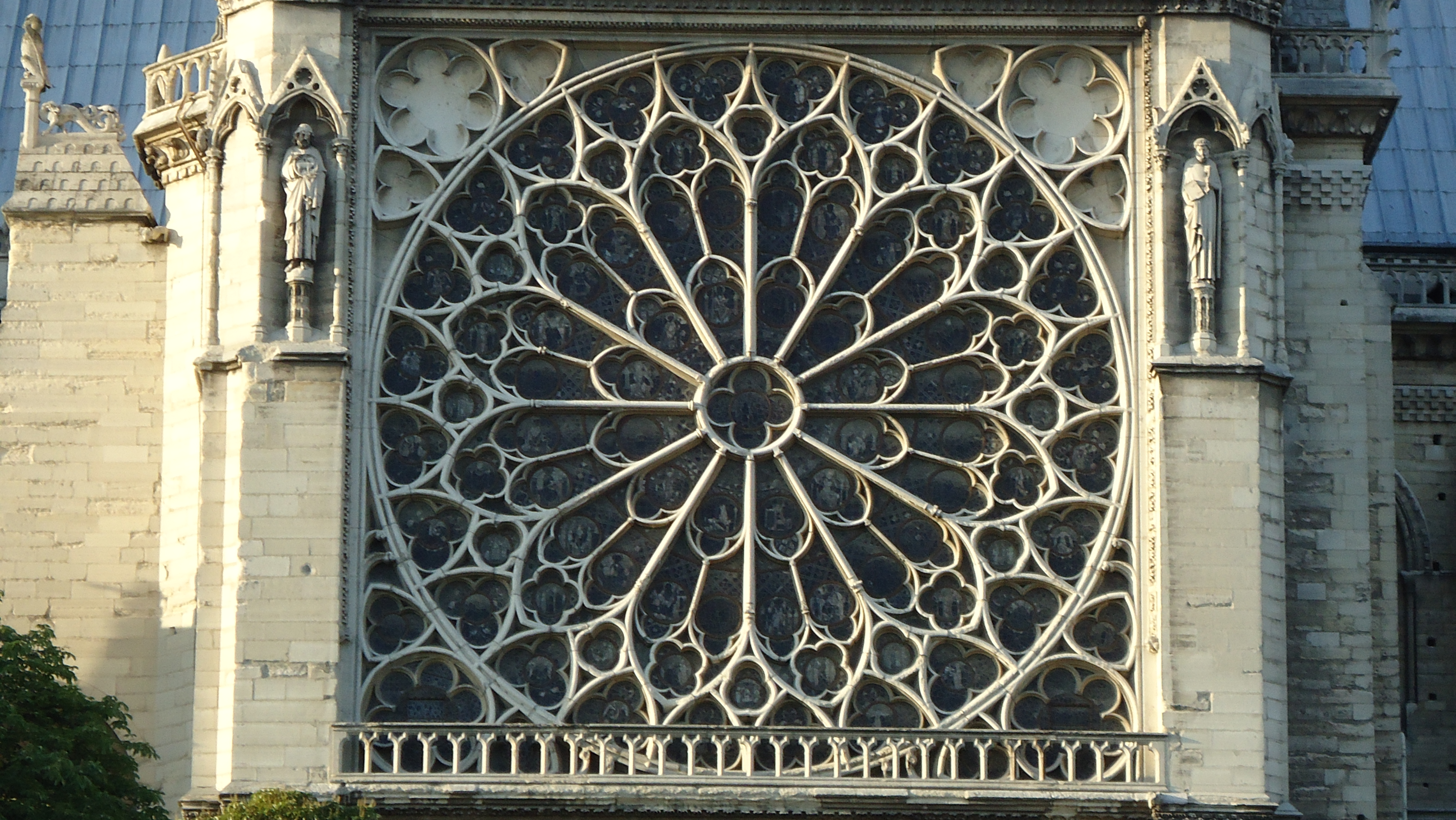
La Rose sud.